# 王平格
王平格（1802年—1873年），字仲坦，號杏鄰，山西榆次縣西長壽村人，清朝政治人物。

## 生平
王平格自幼聰穎，十四歲應童子試，未成年即進學。道光十七年（1837年）丁酉，選拔貢。道光二十四年（1844年）甲辰科鄉試中舉人，道光二十七年（1847年）中張之萬榜三甲第六十名進士。王平格淡泊名利，廷試中式之後，原被分至陕西，以即用知縣任用，但他稱病告歸，主祁縣書院講席。後來雖然一度前往陕西，又以其母年老而回鄉，主太谷講席。曾被選拔蒲州府教授，因母喪而未赴任。守喪結束，改任澤州府教授，太谷人士虛席以待，一年後即告歸，繼續教書，前後主講兩縣書院近三十年，培養人才甚多。去世後，其門人曾立德教碑對其稱頌。光緒《榆次縣續志》有傳。

## 著作
王平格工詩文，為文雍容和粹。曾參撰同治《榆次县志》。著有《杏鄰集》、《古文制藝》及《古近體詩》印行。